# Atto di violenza
Atto di violenza (Act of Violence) è un film del 1948 diretto da Fred Zinnemann.
È un thriller noir statunitense con Van Heflin, Robert Ryan, Janet Leigh, Mary Astor e Phyllis Thaxter.

## Trama
Frank Enley torna a casa dalla seconda guerra mondiale, sopravvissuto a un campo di prigionia tedesco dove molti dei suoi compagni sono stati uccisi dalle guardie durante un tentativo di fuga. Considerato un eroe di guerra, è rispettato per il buon carattere e per essere un onesto lavoratore dai suoi concittadini della città californiana di Santa Lisa, dove lui, la sua giovane moglie e il loro bambino si sono trasferiti dopo aver lasciato la costa orientale.
Quello che la moglie non sa è che Frank in realtà sta cercando di non farsi trovare da Joe Parkson, anche lui imprigionato nello stesso campo tedesco. In cambio di cibo Frank aveva avvisato il comandante del campo nazista del piano di fuga, pensando che gli uomini non sarebbero stati puniti. Ma, a seguito della sua delazione, molti uomini vennero uccisi e Joe fu ferito in modo permanente a una gamba.
Joe, che ha scoperto dove abita Frank da un articolo di giornale che ne raccontava il presunto eroismo in guerra, è ora determinato ad avere giustizia e a vedere Frank morto. La giovane moglie di Frank, Edith, è completamente all'oscuro di questa storia, mentre la ragazza di Joe sa tutto, ma non riesce a dissuaderlo dalla sua ossessione di vendetta.
Mentre è ad un convegno a Los Angeles e avendo scoperto che Joe ha ormai capito dove vive, Frank trova l'aiuto di una prostituta, Pat, che lo presenta ad un ombroso avvocato e a un killer, Johnny. Il piano di Frank è di fissare un incontro in piena notte con Joe nei pressi della stazione ferroviaria di Santa Lisa, dove il killer sparerà da dentro un'automobile contro Joe, con lo sparo soffocato dal rumore di un treno.
Quando tutto è pronto, Frank si pente dell'accordo che ha fatto e cerca di mettere in guardia Joe. Johnny è già in attesa nella sua auto, ma, prima che possa compiere il suo lavoro, Frank si getta davanti alla pistola e rimane ferito, per poi lanciarsi all'inseguimento di Johnny, che fugge in auto, ma viene fatto uscire di strada da Frank, che nell'incidente muore. Joe si inginocchia sul suo vecchio capitano e dice agli agenti che sarà lui a dare la notizia alla moglie di Frank.

## Produzione
Il film, diretto da Fred Zinnemann su una sceneggiatura di Robert L. Richards e un soggetto di Collier Young, fu prodotto da William H. Wright per la Metro-Goldwyn-Mayer e girato in varie località in California dal 17 maggio a metà luglio 1948.

## Distribuzione
Il film fu distribuito con il titolo Act of Violence negli Stati Uniti dal 21 dicembre 1948 al cinema dalla Metro-Goldwyn-Mayer.
Altre distribuzioni:
- in Svezia il 3 settembre 1949 (Förrädaren)
- in Giappone il 20 novembre 1949
- in Portogallo il 31 gennaio 1950 (Acto de Violência)
- in Francia il 29 marzo 1950 (Acte de violence)
- in Finlandia il 14 aprile 1950 (Kenen on kosto)
- in Germania Ovest il 17 ottobre 1986 (Akt der Gewalt) (in TV)
- in Austria (Akt der Gewalt)
- in Brasile (Ato de Violência)
- in Grecia (Fygas tou tromou)
- in Ungheria (Erőszakos cselekmény)
- in Italia (Atto di violenza)
- in Polonia (Akt przemocy)

## Critica
Secondo il Morandini è un "buon film nero con un tema sociale" a sfondo psicologico e con una "disperata tensione" di fondo che permea tutta la storia.

## Promozione
La tagline è: The manhunt no woman could stop!.